# Windecken
Windecken ist ein Stadtteil von Nidderau im hessischen Main-Kinzig-Kreis.

## Geographische Lage
Die ehemalige Stadt Windecken liegt am linken Ufer der Nidder am Rand der Wetterau und am Fuß des Ronneburger Hügellandes, einem Ausläufer des Vogelsberges auf einer Höhe von 128 m über NN, etwa 12 km nordwestlich von Hanau. Westlich der Nidder schließt sich die nach dem Nachbarort benannte Heldenbergener Wetterau an.

## Geschichte

### Mittelalter

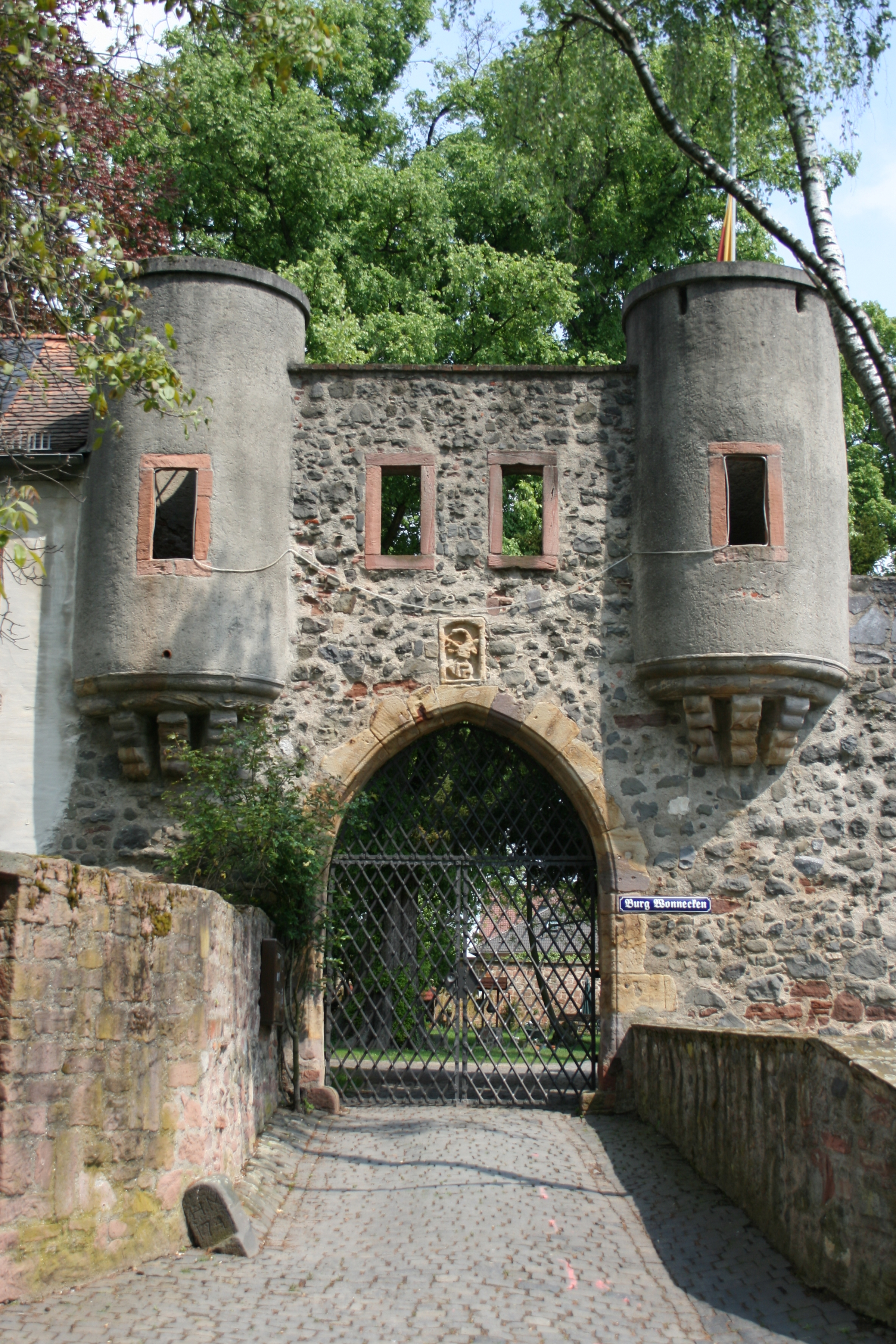
Das innere Burgtor ist der markanteste erhaltene Rest der Burg Windecken.

Die älteste erhaltene Erwähnung von Windecken, als Tezelenheim, stammt von 850. Zusammen mit seinem Nachbarort Ostheim fiel es 1262 als Lehen des Erzbistums Bamberg an Reinhard I. von Hanau. Dieser begann dort bald darauf mit dem Bau der Burg Wonnecke. Der Name ging im Laufe der Zeit auf den Ort über. Die Windecker Burg war bis ins 15. Jahrhundert Stammsitz der Herren und Grafen von Hanau und später oft Witwensitz Hanauer Gräfinnen. Teile der Ringmauer und zwei Tore sind erhalten.
Am 5. August 1288 gewährte König Rudolf von Habsburg Ulrich I. von Hanau für Windecken als erstem Ort in dessen Herrschaft Hanau Stadt- und Marktrechte. 1314 wird erstmals ein Bürgermeister erwähnt und ab 1343 ist ein Stadtsiegel belegt. Im späten Mittelalter gehörte Windecken zum gleichnamigen zum Amt Windecken der Herrschaft und ab 1429: Grafschaft Hanau, nach der Landesteilung von 1458 zur Grafschaft Hanau-Münzenberg.
1314 wird erstmals eine Kapelle, 1325 eine Kirche in der Stadt erwähnt, die heutige „Stiftskirche“ Windecken. Sie war zunächst der Pfarrei Ostheim zugeordnet. Erst 1489 wurde sie von dieser getrennt und zur Pfarrkirche erhoben. Das Kirchenpatronat lag zunächst beim Bischof von Bamberg, seit 1489 bei den Grafen von Hanau.
Die erste jüdische Gemeinde in Windecken entstand wohl Anfang des 14. Jahrhunderts. Sie war damals die größte in der Herrschaft Hanau. Bei einem Pestpogrom 1348/49 wurden die Juden aus Windecken ermordet oder vertrieben. Ab 1411 sind erneut Juden in Windecken nachgewiesen, 1429 eine Synagoge („Judenschule“) bezeugt.

### Historische Namensformen
- Tezelenheim (um 850)
- Decilenheim (um 1000)
- Detzelheim (1251)
- Wunnecken (1277)
- Wunnecke (1288)
- Wonnecken (1302)

### Frühe Neuzeit
In der Grafschaft Hanau-Münzenberg wurde in der Mitte des 16. Jahrhunderts nach und nach die Reformation eingeführt, zunächst im lutherischen Sinn. In einer „zweiten Reformation“ wurde die Konfession der Grafschaft erneut gewechselt: Graf Philipp Ludwig II. verfolgte ab 1597 eine entschieden reformierte Kirchenpolitik. Er machte vom Jus reformandi, seinem Recht als Landesherr Gebrauch, die Konfession seiner Untertanen zu bestimmen, und setzte die reformierte Variante der Reformation für seine Grafschaft weitgehend als verbindlich durch. Inspektor Georg Fabricius (1554–1634) aus Schlüchtern, 1595–1634 Pfarrer in Windecken, gehörte 1619 zu den Unterzeichnern der streng reformierten Lehrregeln von Dordrecht. Windecken wurde in der reformierten Landeskirche der Grafschaft Sitz des Dekanats Windecken. Windecken hatte auch eine jüdische Gemeinde. Nachdem allerdings 1642 die lutherische Linie der Grafen von Hanau-Lichtenberg auch in der Grafschaft Hanau-Münzenberg die Regierung antrat, bildeten sich hier in vielen Orten wieder lutherische Gemeinden. Die Lutheraner, die vorher in Büdesheim den Gottesdienst besucht hatten, bildeten 1670 in Windecken wieder eine Gemeinde, die 1672 auch einen eigenen Pfarrer erhielt. Erst mit der Hanauer Union 1818 wurde der Gegensatz zwischen Lutheranern und Reformierten auch in Windecken beseitigt.
In Windecken kam es zu einigen Hexenprozessen. 1582 und 1593 ist je ein Verfahren dokumentiert. In beiden Fällen starben die Frauen aber schon in der Untersuchungshaft, eine nach der Folter. Und noch 1682 soll eine Frau in Windecken auf dem Scheiterhaufen wegen Hexerei hingerichtet worden sein.
Mit dem Tod des letzten Hanauer Grafen, Johann Reinhard III., 1736, fiel Windecken – zusammen mit der ganzen Grafschaft Hanau-Münzenberg – an die Landgrafschaft Hessen-Kassel, aus der 1803 das Kurfürstentum Hessen hervorging.
Im Bereich der Ortslage sind vier Mühlen belegt: Die Lohmühle, die Mühle auf der Katzenbach und die Hochmühle lagen alle an der Katzenbach, die Niddermühle dagegen am nordwestlichen Stadtrand.
Zwischen 1749 und 1891 wurden im Pflücksburger Hof (heutige Glockenstraße) und vor dem Kilianstädter Tor durch die Glockengießerfamilie Bach einige hundert Glocken gegossen.

### Neuzeit

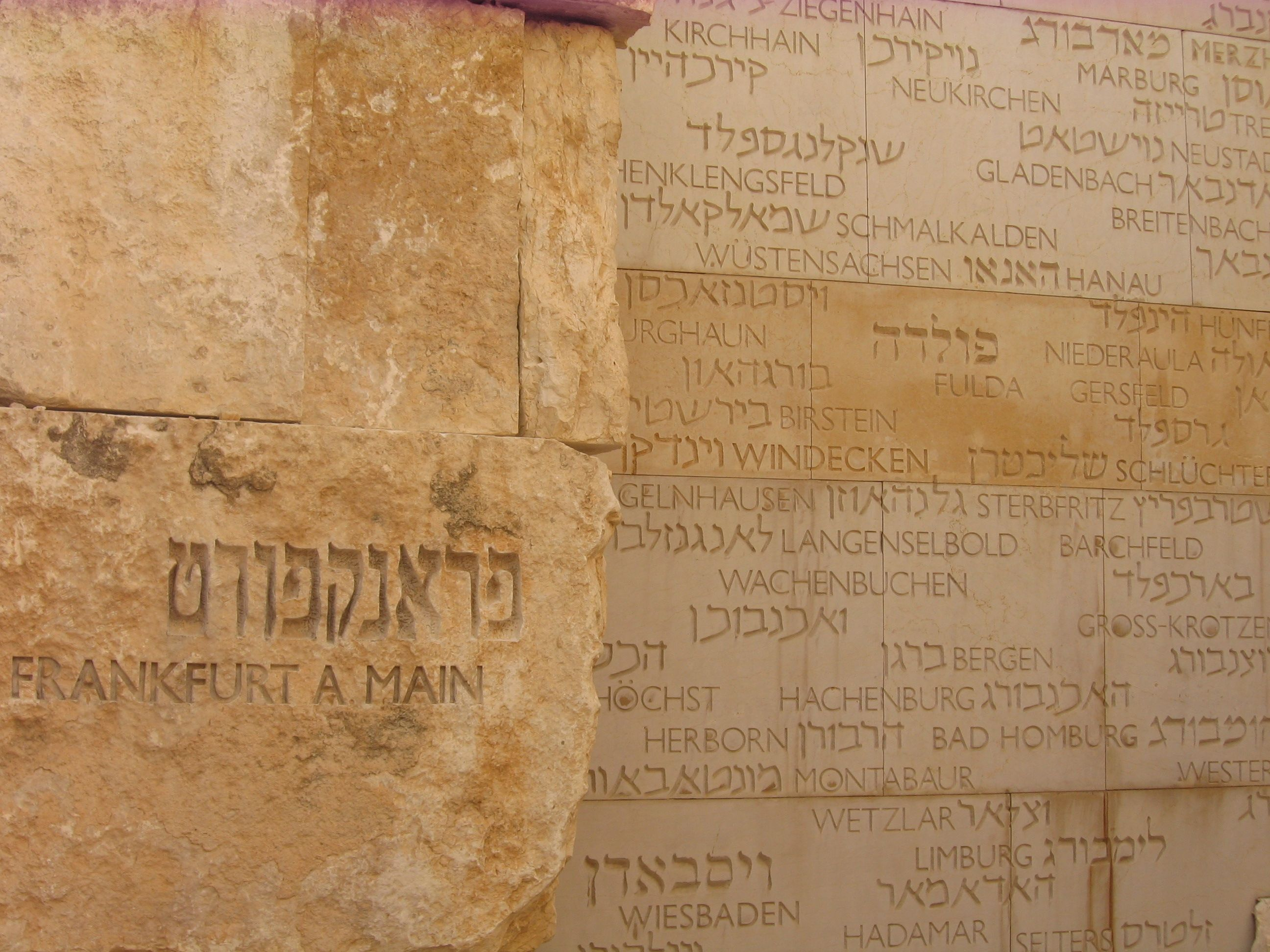
Gedenkinschrift für jüdische Gemeinden im Tal der Gemeinden in Yad Vashem, unter anderem auch für die in Windecken

Während der napoleonischen Zeit stand Windecken ab 1806 unter französischer Militärverwaltung, gehörte 1807–1810 zum Fürstentum Hanau und dann von 1810 bis 1813 zum Großherzogtum Frankfurt, Departement Hanau. Anschließend fiel es wieder an das Kurfürstentum Hessen zurück. In der Verwaltungsreform des Kurfürstentums Hessen von 1821, im Rahmen derer Kurhessen in vier Provinzen und 22 Kreise eingeteilt wurde, kam Windecken zum neu gebildeten Landkreis Hanau. 1866 wurde das Kurfürstentum – und damit auch Windecken – nach dem Deutsch-Österreichischen Krieg von Preußen annektiert. Es gehörte fortan zum Regierungsbezirk Kassel.
Die jüdische Gemeinde von Windecken wurde durch den Terror der Nationalsozialisten vernichtet.
Nach dem Zweiten Weltkrieg gehörte Windecken zum neu gegründeten Land Hessen. Sein Landkreis, der Kreis Hanau, unterstand nun dem Regierungsbezirk Wiesbaden. Heute liegt Windecken im Regierungsbezirk Darmstadt, nachdem das Regierungspräsidium Wiesbaden aufgelöst worden ist. Durch den im Vorfeld der Gebietsreform in Hessen erfolgten freiwilligen Zusammenschluss der Stadt Windecken mit der Nachbargemeinde Heldenbergen entstand am 1. Januar 1970 die Stadt Nidderau.

### Einwohnerentwicklung
- 1587: 85 Schützen, 39 Spießer und 12 andere wehrhafte Bürger
- 1632: 165 Familien und 43 Gefreite[10]
- 1707: 181 Familien

Einwohner
| Jahr | Einwohner |
| ---- | --------- |
| 1754 | 874       |
| 1821 | 1.084     |
| 1834 | 1.426     |
| 1840 | 1.535     |
| 1846 | 1.621     |
| 1852 | 1.618     |
| 1858 | 1.569     |
| 1864 | 1.562     |
| 1871 | 1.444     |
| 1875 | 1.447     |
| 1885 | 1.481     |
| 1895 | 1.600     |
| 1905 | 1.657     |

| Jahr | Einwohner |
| ---- | --------- |
| 1910 | 1.724     |
| 1925 | 1.863     |
| 1933 | 2.046     |
| 1939 | 2.033     |
| 1946 | 2.775     |
| 1950 | 2.754     |
| 1956 | 2.748     |
| 1961 | 2.952     |
| 1967 | 3.111     |
| 1970 | 3.116     |
| 2000 | 6.150     |
| 2010 | 6.446     |

Anmerkungen:

Einwohnerentwicklung von Windecken von 1754 bis 2010

1. Soweit nicht anders angegeben: Hessisches Statistisches Landesamt[11][12]
2. Zu 1821: Thomas Klein: Grundriß zur deutschen Verwaltungsgeschichte 1815–1845. Reihe A: Preußen. Band 11: Hessen-Nassau einschließlich Vorgängerstaaten. Marburg 1979, S. 109.
3. Zu 1933: Der Weltkrieg war vor deiner Tür – Nidderau-Windecken. Interessengemeinschaft „Der Weltkrieg war vor deiner Tür“.
4. Zu 2000: Nidderau „kratzt“ an der 20 000-Einwohner-Marke.
5. Zu 2010: Nidderau „kratzt“ an der 20 000-Einwohner-Marke.

### Wappen
Die Blasonierung des Wappens der früheren Gemeinde Windecken lautet: In Gold drei rote Sparren
Die drei roten Sparren in Gold kennzeichnen seit etwa 1276, der Zeit Ulrichs I., die Zugehörigkeit von Windecken zum Herrschaftsbereich der Herren und späteren Grafen von Hanau.

## Religion

### Katholische Kirchengemeinde
In Windecken bestand bis zum 25. November 1536 eine katholische Gemeinde.
Zur Zeit der Reformation wird die letzte katholische Pfarrei in Windecken aufgelöst; letzter Pfarrer war Paul Scheffer. Die vorhandene kath. Kirche wird protestantisch.
Nach dem Ende des Zweiten Weltkrieges im Frühjahr 1946 kamen die ersten Heimatvertriebenen nach Windecken und die umliegenden Dörfer. Darunter auch Dechant Franz Mayer aus Johannistal. Am 1. Oktober 1946 übernimmt Dechant Franz Mayer die Orte Windecken, Ostheim, Eichen, Erbstadt, Roßdorf, Kilianstädten, Ober- und Niederdorfelden sowie Grona als Seelsorgebezirk. der Seelsorgebezirk untersteht der Pfarrei in Butterstadt. Von 1946 bis 1956 werden Gottesdienste werden in den evangelischen Kirchen abgehalten.
Am 4. September 1955  erfolgte die Grundsteinlegung zum Bau der ersten katholischen Pfarrkirche nach der Reformation in Windecken. Patronat „Maria von der Immerwährenden Hilfe“.  Am 13. Mai 1956 erfolgt die Kirchenweihe in Vertretung des Fuldaer Bischofs Johann Baptist Dietz durch Domkapitular Hünstiger.
Das Kirchengebäude befindet sich Lindenstraße 3 und gehört zum Bistum Fulda.

## Kultur und Sehenswürdigkeiten

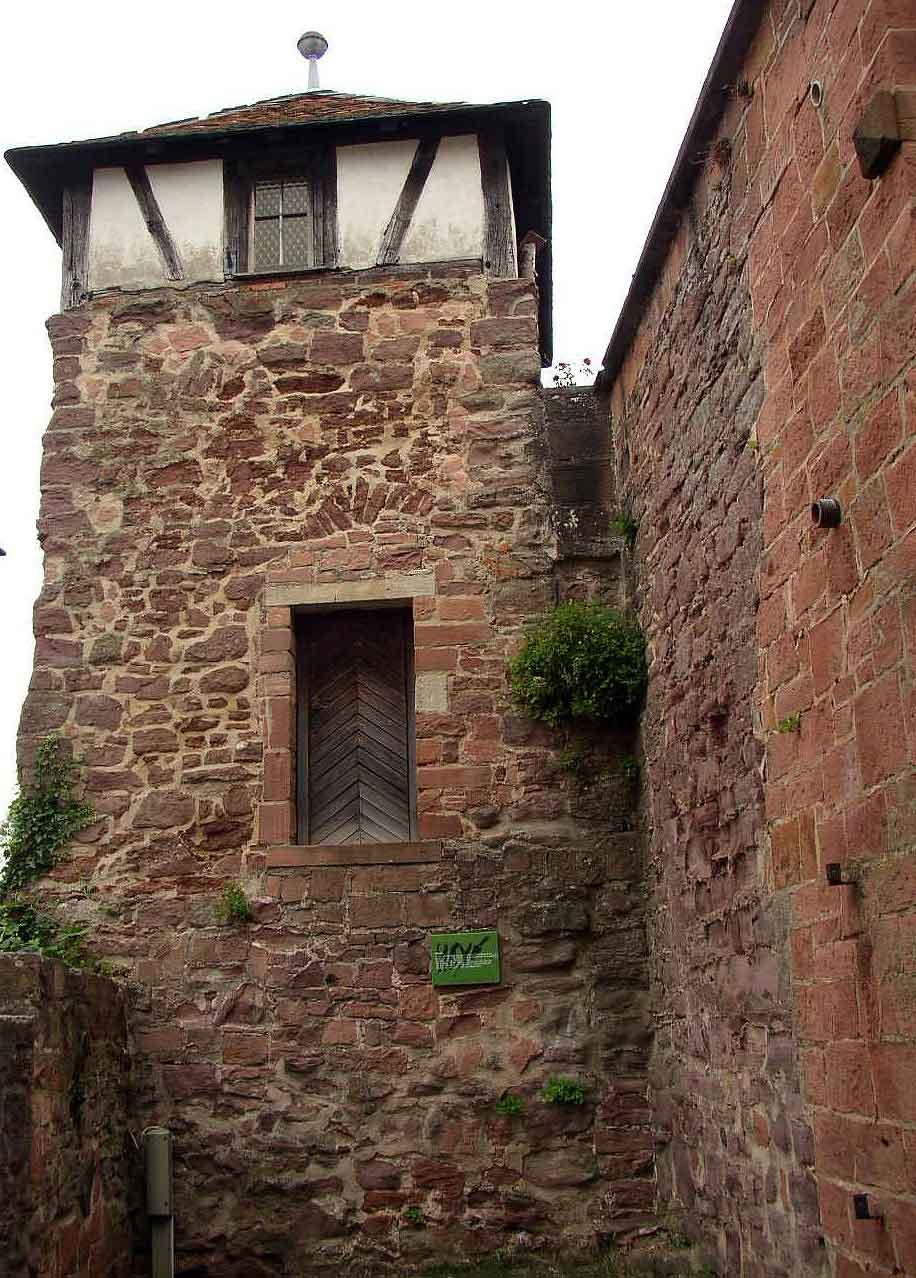
Hexenturm

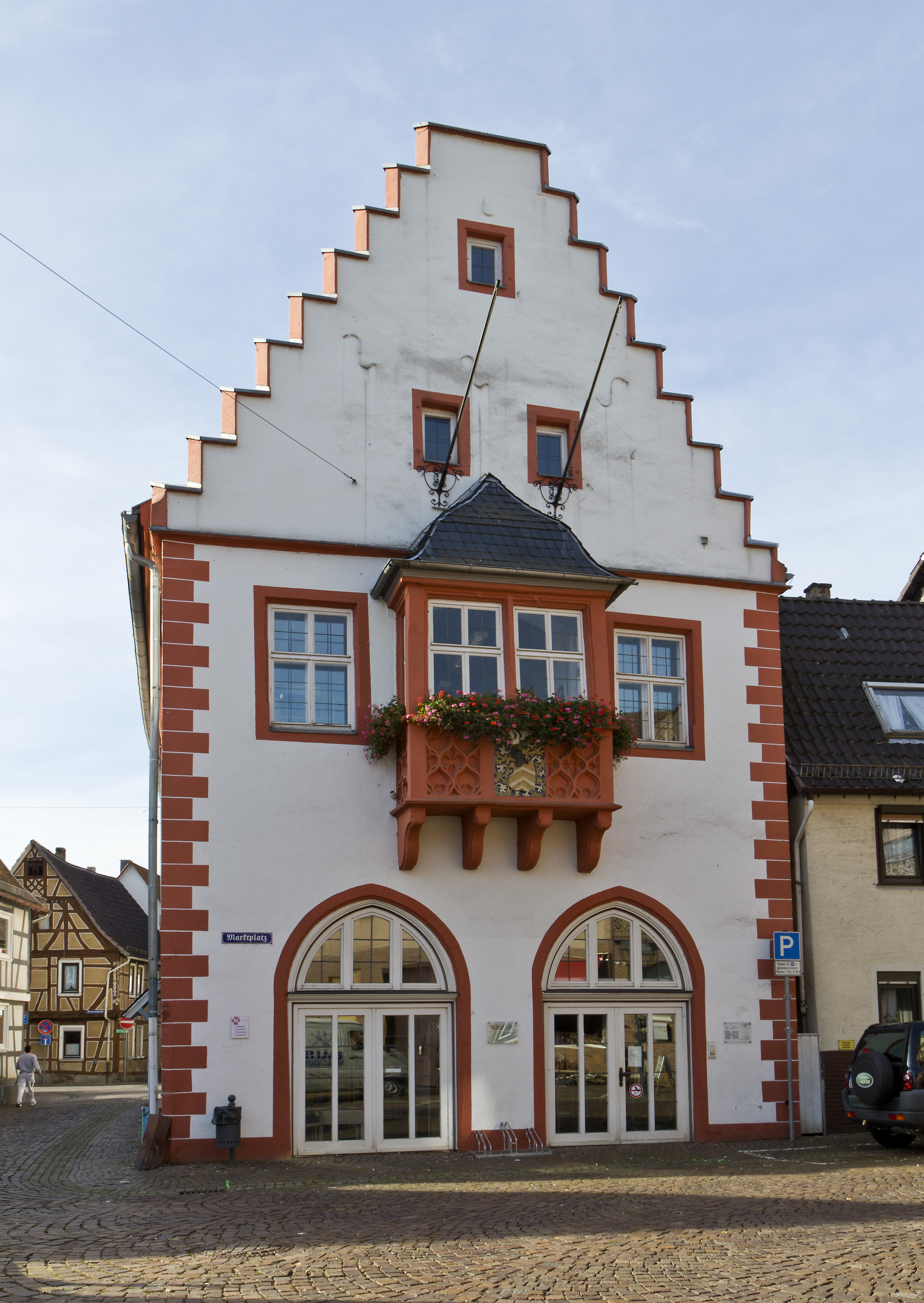
Das alte Rathaus dient heute als Bücherei

### Bauwerke
In der Altstadt und am historischen Marktplatz sind zahlreiche malerische Fachwerkhäuser erhalten, ebenso die evangelische Stiftskirche aus dem 13. Jahrhundert, mit einer wunderschönen Orgel, das mit einem Staffelgiebel versehene gotische Rathaus aus dem 15. Jahrhundert, aber auch einige Reste der Stadtmauer. Das Schloss war einst Residenz der Herren und Grafen von Hanau. An die Hexenverbrennungen in Windecken erinnert der sogenannte Hexenturm. Das (ehemalige reformierte) Erste Pfarrhaus in Windecken (1717) wurde nach aufwändiger Sanierung 2014–2017 mit einem zweiten Platz beim Hessischen Denkmalschutzpreis 2018 ausgezeichnet.

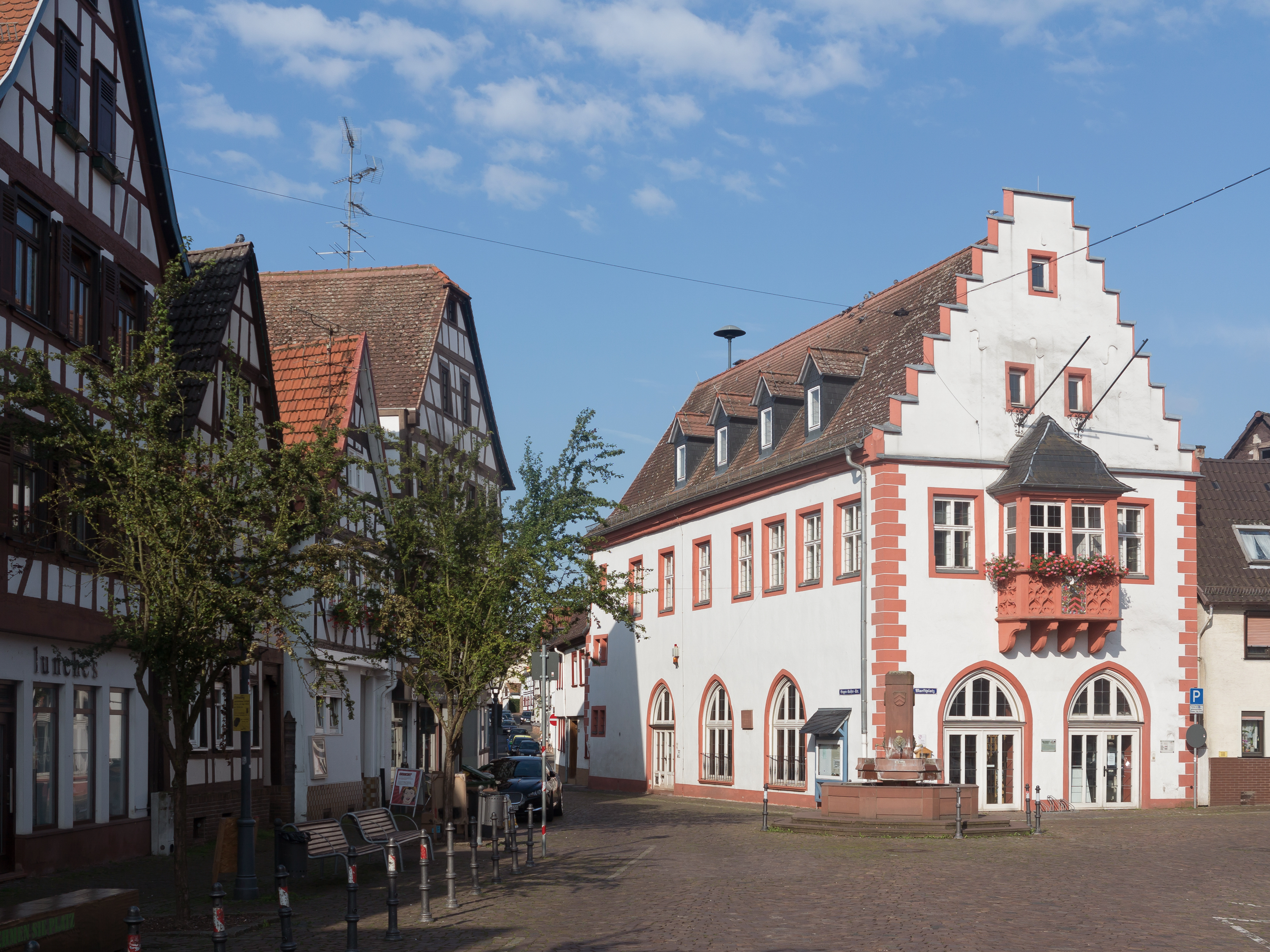
Rathaus
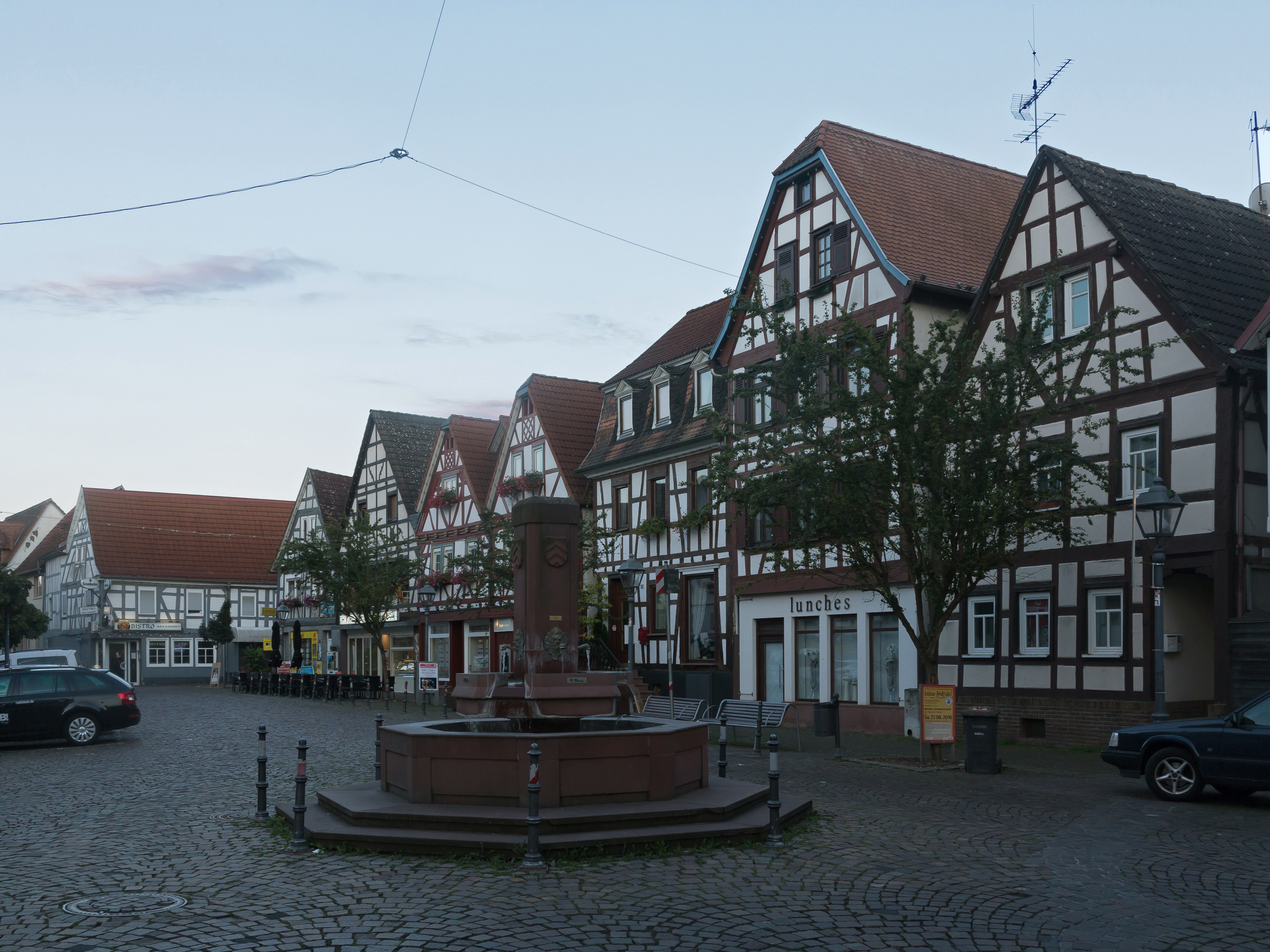
Marktplatz
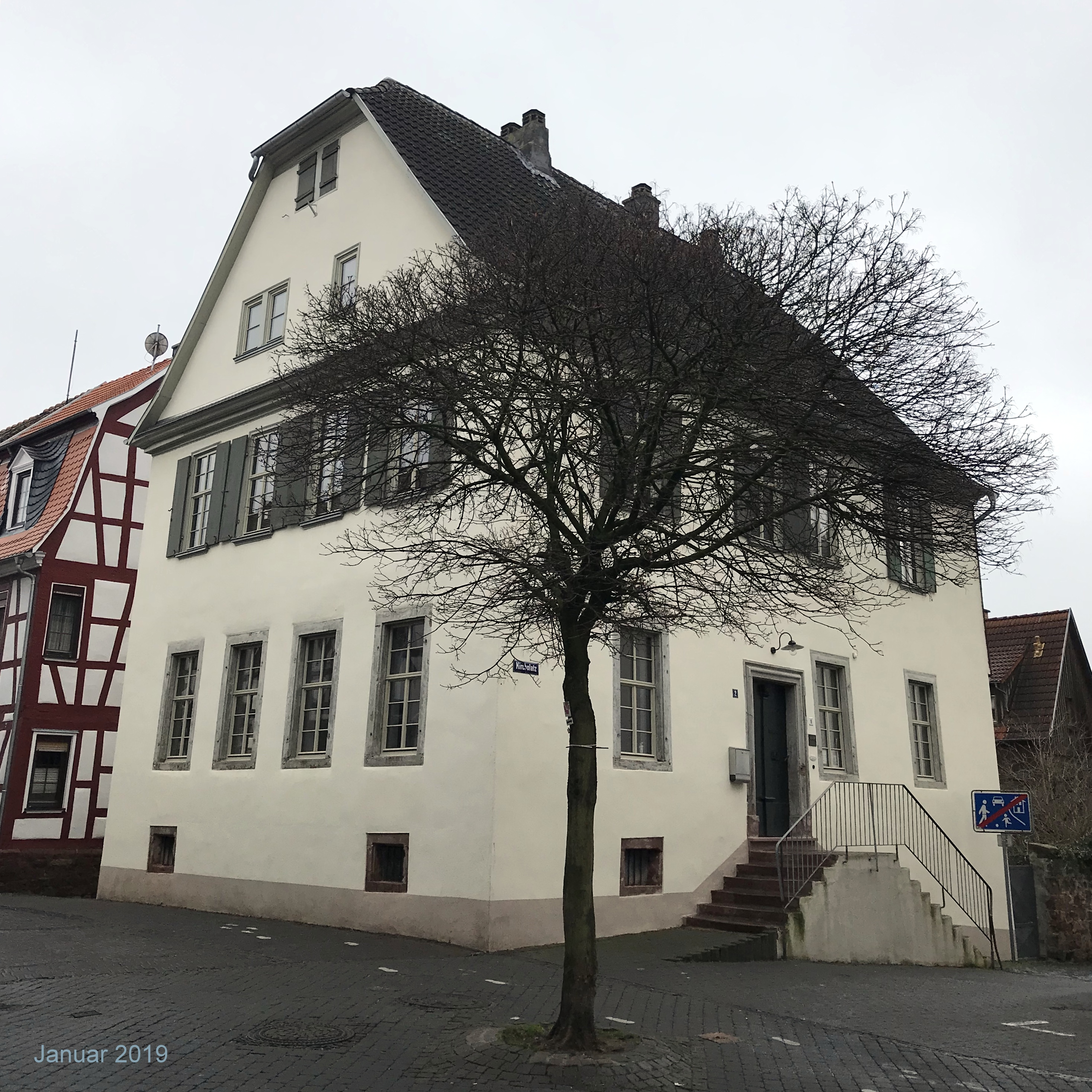
Pfarrhaus von 1717
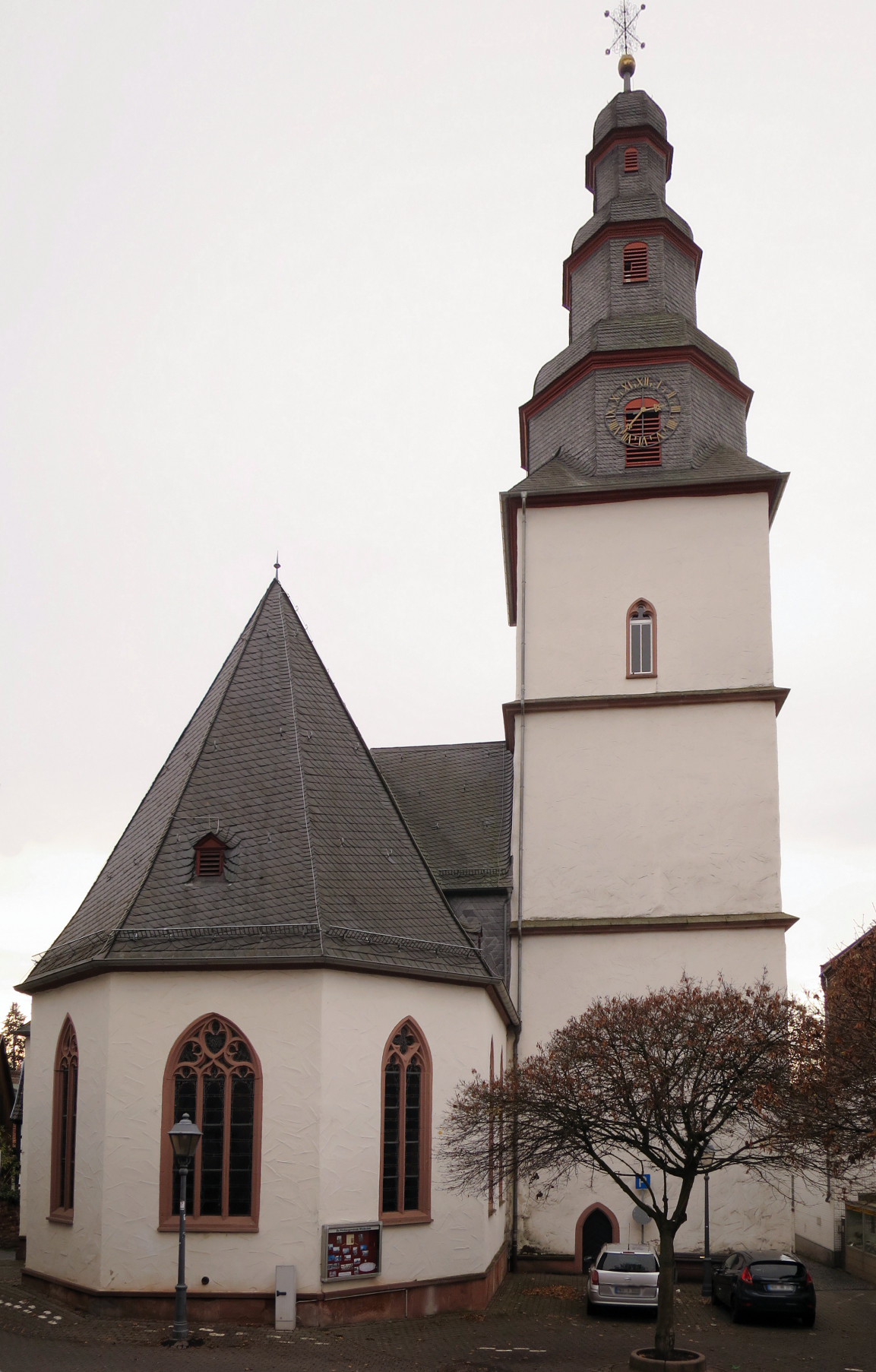
Stiftskirche Windecken

Von der früheren jüdischen Besiedlung zeugt noch das Rabbinerhaus. Die Synagoge Windecken aus dem 15. Jahrhundert wurde im Novemberpogrom 1938 zerstört. Auf dem am Rand der Altstadt gelegenen jüdischen Friedhof, einem der ältesten der Region, sind noch einige wenige Grabsteine zu sehen.
An der Bundesstraße 45 liegt das Naturdenkmal Wartbaum. Hier kreuzt die historische Handelsstraße von Frankfurt am Main nach Leipzig, die „Hohe Straße“, eine Nord-Süd-Verbindung. Der Platz bietet Aussicht bis in den Spessart, zum Vogelsberg und nach Frankfurt. Der Wartbaum wurde in der Vergangenheit durch einen Brand schwer beschädigt, konnte jedoch gerettet werden und ist mit seinem großen Stammumfang eine imposante Erscheinung. Mehrmals wurde versucht, einen Nachfolger in Form einer jungen Linde zu pflanzen, da das Original mittlerweile weit über 300 Jahre alt ist. Diese Versuche wurden durch Vandalismus zunichtegemacht.

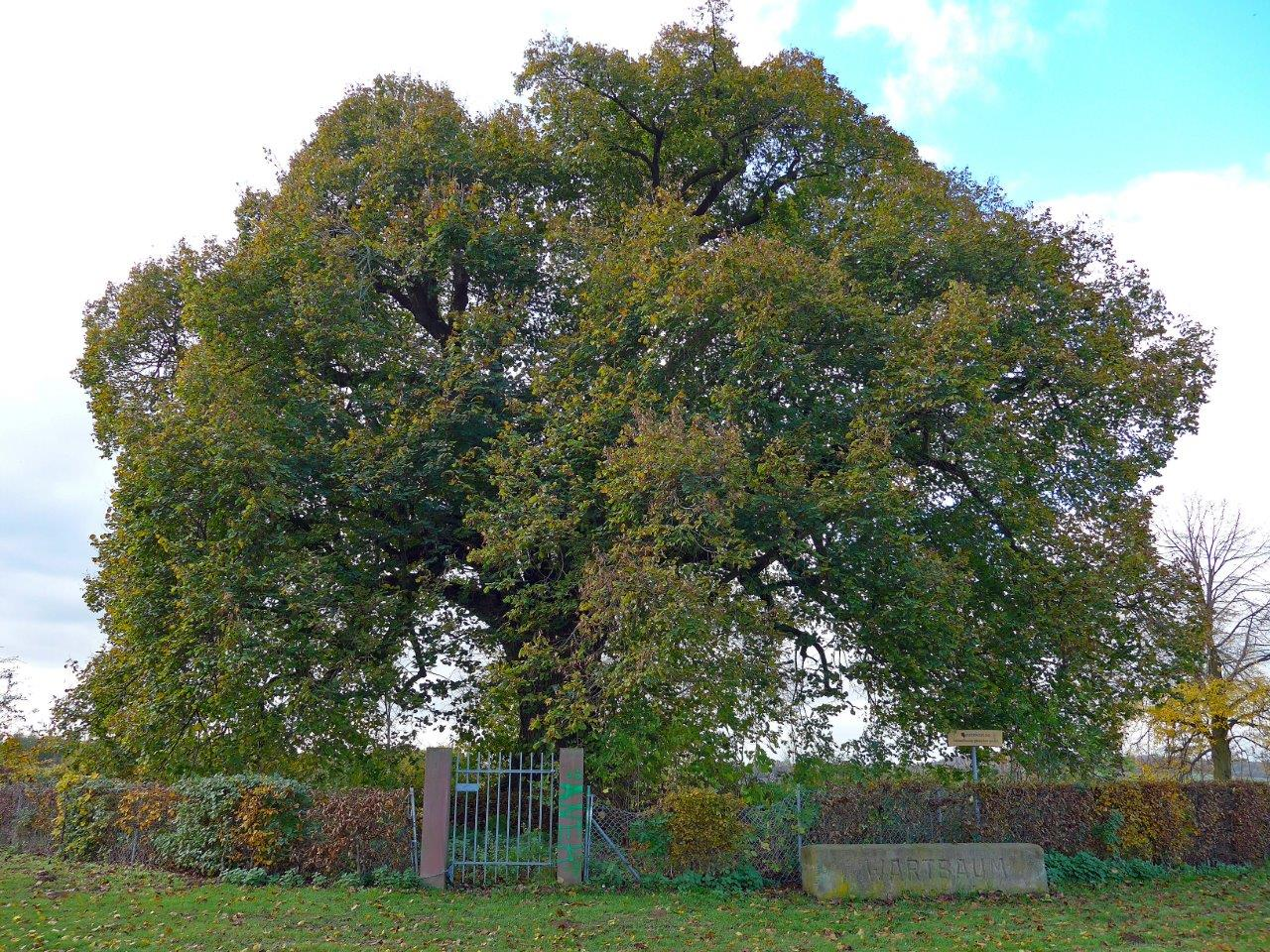
Wartbaum

### Regelmäßige Veranstaltungen
Über Pfingsten findet von Freitag bis Dienstag jährlich ein Pfingstmarkt statt, dem Pfingstsonntag und -montag ein Krammarkt in der Altstadt angeschlossen ist.
Der Herbstmarkt findet jährlich am Wochenende nach dem 10. Oktober, jeweils Freitag bis Montag statt, dazu gehört am Sonntag ebenfalls ein Krammarkt in der Altstadt.
Weitere Feste sind das Altstadtfest der Windecker Vereine, der Weihnachtsmarkt am 1. Advent auf dem beleuchteten historischen Marktplatz und das von den sogenannten „Brunnenputzern“ organisierte Brunnenfest in der Altstadt.
An Christi Himmelfahrt findet traditionell der sogenannte „Vatertag“ statt, ein von der Sängervereinigung Windecken organisiertes Fest zu Füßen des Wartbaumes.

## Verkehr
Windecken liegt – mit dem eigenen Haltepunkt Nidderau-Windecken – an der Niddertalbahn von Stockheim nach Bad Vilbel.
Westlich an der Stadt vorbei verläuft die Bundesstraße 45 (Wöllstadt – Erbach).
Durch den Ort führt der ca. 250 km lange Radwanderweg „BahnRadweg Hessen“.

## Persönlichkeiten
- Peter Jung, ehemaliger Fußballspieler bei Rot-Weiß Erfurt und FV Bad Vilbel, war Trainer der ersten Seniorenmannschaft sowie 1. Vorsitzender des Fußballvereins SC Eintracht-Sportfreunde Windecken (Bezirksliga Hanau).
- Vorfahren von Rodolphe Lindt, des Erfinders der Conche, stammen aus Windecken. Ein Familienzweig hat bis ins 19. Jahrhundert eine Bäckerei in Windecken besessen.[15]
- Wilhelm Leisler (1803–1871), Kommerzienrat und Mitglied des kurhessischen Landtags
- Lassa Oppenheim (1858–1919), war ein  Jurist, der als Mitbegründer des modernen Völkerrechts gilt.
- Heinrich Wilhelm Kurz (1862–1934), war ein Erfinder.
- Willi Salzmann, geboren 1930 in Windecken, war langjähriger Bürgermeister zunächst von Windecken, dann auch von der neu entstandenen Stadt Nidderau. Mit Ablauf seiner Amtszeit im Mai 1991 wurde er zum Ehrenbürger und Ehrenbürgermeister ernannt. Nach seinem Tod 1993 wurde die in seiner Amtszeit erbaute Schlossberghalle (Mehrzweckhalle) in Willi-Salzmann-Halle umbenannt.
- Heinrich Philipp Schmidt (1863–1933), Abgeordneter des Provinziallandtages der Provinz Hessen-Nassau
- Elga Sorbas (1945–2018) war eine Schauspielerin.
- Theodor Collmann (1867–1949), Sohn eines Tierarztes aus Windecken, war preussischer Postassistent und späterer Ausbilder im Dienste des siamesischen Staates. Er war von 1890 bis 1910 in Bangkok  wesentlich am Aufbau des dortigen Postwesens beteiligt, seine Karriere erreichte ihren Höhepunkt mit der Position des Generaldirektors der neuen siamesischen Post im Jahre 1904.